# Памятник Александру фон Гумбольдту (Берлин)
Памятник Александру фон Гумбольдту (нем. Alexander-von-Humboldt-Denkmal (Berlin)) — монумент в честь немецкого учёного, географа, натуралиста и путешественника, одного из основателей географии как самостоятельной науки
Александра фон Гумбольдта.
Установлен в Берлинском районе Митте справа от главного здания Университета имени Гумбольдта на проспекте Унтер-ден-Линден.
Мраморная статуя, созданная в 1882 году скульптором Рейнхольдом Бегасом в стиле необарокко, была установлена в 1883 году.
Скульптура высотой 2,50 м изображает Александра фон Гумбольдта в современной одежде, сидящего на пне, повернув голову прямо перед собой. Его правая рука держит растение, левая рука опирается о пень. Глобус слева под ним указывает на его исследовательские поездки по всему миру. Пьедестал высотой 3,20 м с надписью «АЛЕКСАНДР/ФОН/ГУМБОЛЬДТ» под играющими детьми украшен рельефами с аллегориями областей его исследований.
В 1939 году Гаванский университет установил дополнительную надпись «AL SEGUNDO DESCUBRIDOR DE CUBA / LA UNIVERSIDAD DE LA HABANA 1939» (Второй первооткрыватель Кубы / Гаванский университет 1939).
Памятник является шедевром берлинской школы скульптуры.